# 伯斯巴赫河
49°02′51″N 10°58′18″E / 49.047398°N 10.971715°E
伯斯巴赫河（德語：Bösbach），是德國的河流，位於該國東南部，由巴伐利亞負責管轄，屬於費爾希巴赫河的支流，河道全長7.7公里，流域面積12.1平方公里。